# Strada statale 357 di Fornovo
La strada statale 357 di Fornovo (SS 357), ex strada provinciale 357 R di Fornovo (SP 357 R), è una strada statale italiana il cui tracciato si snoda parallelamente al fiume Taro.

## Percorso
Ha origine dall'innesto sulla strada statale 9 Via Emilia alle porte di Ponte Taro, al confine tra i comuni di Noceto e Fontevivo; attualmente la sede stradale risulta essere la prosecuzione naturale verso sud della nuova strada ANAS 16 Tangenziale Nord di Parma.
Il percorso, che tocca gli abitati di Noceto e Medesano, rimane più o meno parallelo al tracciato dell'A15 Parma-La Spezia e al fiume Taro, che vengono entrambi attraversati nei pressi di Fornovo di Taro dove la strada ha termine innestandosi sulla strada statale 62 della Cisa.
In seguito al decreto legislativo n. 112 del 1998, dal 2001 la gestione è passata dall'ANAS alla Regione Emilia-Romagna, che ha provveduto al trasferimento dell'infrastruttura al demanio della Provincia di Parma.